# Jean-Marc Connerotte
Jean-Marc Connerotte (Neufchâteau, 1948) is een Belgische onderzoeksrechter, bekend om zijn rol in de zaak-Dutroux.

## Levensloop
In 1979 werd hij toegelaten tot de balie van Doornik.
In 1994, tijdens het onderzoek naar de moord op André Cools, werd hij uit het onderzoek verwijderd.

## Zaak-Dutroux
Op 14 oktober 1996 werd hij door het Hof van Cassatie ontheven van het onderzoek naar de zaak-Dutroux omdat hij aanwezig was op een benefietavond met spaghetti ter ondersteuning van de slachtoffers van Marc Dutroux. Dit spaghetti-arrest leidde tot een ware volksopstand: velen vonden het onterecht dat de onderzoeksrechter die op dat moment integer en daadkrachtig was opgetreden, van de zaak werd gehaald. Het was een van de aanleidingen tot de Witte Mars. Ook de Belgische justitie kwam in een slecht daglicht.